# Lafat
Lafat – miejscowość i gmina we Francji, w regionie Nowa Akwitania, w departamencie Creuse.
Według danych na rok 1990 gminę zamieszkiwało 458 osób, a gęstość zaludnienia wynosiła 22 osoby/km² (wśród 747 gmin Limousin Lafat plasuje się na 267. miejscu pod względem liczby ludności, natomiast pod względem powierzchni na miejscu 319.).